# Johanna Ullricka Bergstrøm Skagenová
Johanna Ullricka Bergstrøm Skagenová (nepřechýleně Skagen; 1839, Eskilstuna, Švédsko – 1882) byla norská fotografka švédského původu, která si v 60. letech 19. století založila vlastní studio ve Voss, když se provdala za Maxe Emiliana Arnalduse Skagena. Jako fotografka byla aktivní až do své smrti v roce 1882 a je známá především jako portrétní fotografka. Johanna Bergstrøm Skagenová fotografovala především portréty venkovských lidí jak v moderním oblečení, tak v lidových krojích.